# Melanterius leucophaeus
Melanterius leucophaeus – gatunek chrząszcza z rodziny ryjkowcowatych i podrodziny Molytinae.
Gatunek ten opisany został w 1913 roku przez Arthura Millsa Lea.
Chrząszcz o ciele długości od 5 mm, ubarwieniem i łuskami zbliżony do M. lamellatus i M. nemorhinus, jednak barwa łusek na odnóżach i spodzie ciała jest prawie jednolicie biaława. Ryjek długi i prawie prosty – on jak i czułki podobne do tych u M. nemorhinus. Brak na przedpleczu śladów linii środkowej. Budowa pokryw podobna jak u M. lamellatus, ale punkty w rzędach nieco większe, a międzyrzędy słabiej wyniesione. Ząbki na przednich udach dość małe, ale wyraźne; na środkowych dość duże i ostre, na tylnych zaś duże i zaostrzone.
Ryjkowiec znany z Gór Błękitnych w australijskiej Nowej Południowej Walii.